# Johanna Tesařová
Johanna Dvořáková, za svobodna Tesařová (* 13. září 1945 Klagenfurt am Wörthersee) je česká divadelní a filmová herečka, členka činohry Národního divadla.

## Život
Narodila se 13. září 1945 v rakouském Klagenfurt am Wörthersee. Její otec Alois Tesař byl operním a operetním zpěvákem. Maminka zpívala v místním pěveckém sboru. Studovala brněnskou JAMU, kterou v roce 1967 úspěšně absolvovala. Po škole patřila mezi vůdčí osobnosti založení divadla Husa na provázku.
Od roku 1970 působila v Divadle Petra Bezruče v Ostravě, kde hrála až do roku 1980. O dva roky později nastoupila do Divadla Josefa Kajetána Tyla v Plzni, kde strávila deset let. Od 1.2.1992 je v angažmá v činohře Národního divadla.
Je vdaná, ale nadále používá své rodné jméno.
Mezi její nejznámější natočené filmy patří Katapult (1983), Slavnosti sněženek (1983), Člověk proti zkáze (1989), Discopříběh 2 (1991), Okresní přebor – Poslední zápas Pepika Hnátka (2012) a Díra u Hanušovic (2014).

## Divadelní role (výběr)

### Divadlo Petra Bezruče v Ostravě
- Zkrocení zlé ženy - Kateřina
- Strýček Váňa - Jelena
- Racek - Arkadina
- Hamlet - Gertruda
- Měsíc pro smolaře - Josie

### Divadlo J.K.Tyla v Plzni
- Drahomíra a její synové - Drahomíra
- Dům doni Bernardy - Bernarda
- Kdo se bojí Virginie Wolfové - Marta

### Národní divadlo
- Král Lear - Goneril
- Rok na vsi - Vrbčena
- Britanicus - Agrippina
- Peer Gynt - Ase
- Weselohry (V.K.Klicpera) - Eva, Kajka
- Oidipús vladař - Iokasté
- Romance pro křídlovku - Tonka
- Obsluhoval jsem anglického krále - Rajská, Kadavá, Truda
- Maryša - Lízalka, Hospodská, Selka
- Idiot - Kněžna Bělokonská
- Naši furianti - Marie Dubská
- Richard III. - Vévodkyně z Yorku
- Babička - Viktorka
- Radúz a Mahulena - Runa
- Racek - Pavlína
- Zahradní slavnost - Amálka
- Strakonický dudák - Lesana
- Bílá voda - Benigna, matka představená
- Ještě chvilku - Věra

## Filmografie
- Katapult (1983)
- Slavnosti sněženek (1983)
- Páni Edisoni (1987)
- Člověk proti zkáze (1989)
- Discopříběh 2 (1991)
- Poslední večeře U ptáka Noha (1994)
- Okresní přebor – Poslední zápas Pepika Hnátka (2012)
- Díra u Hanušovic (2014)
- MY 2 (2014)
- Laputa (2015)
- Zločin v Polné (2016)
- Pátá loď (2017)